# P. K. van der Byl
Pieter Kenyon Fleming-Voltelyn van der Byl, né le 11 novembre 1923 au Cap et mort le 15 novembre 1999 dans la même ville, est un homme politique rhodésien d'origine sud-africaine, membre du Front rhodésien, et ministre des Affaires étrangères de Rhodésie entre 1974 et 1979. 
Il fut un proche collaborateur du Premier ministre Ian Smith et s'opposa aux tentatives de compromis avec le gouvernement britannique et l'opposition nationaliste noire sur la question de la règle de majorité au sein du gouvernement. Toutefois, à la fin des années 1970, il soutint les initiatives conduisant à l'instauration d'un régime majoritaire et à l'indépendance du Zimbabwe.

## Biographie
Fils du politicien sud-africain Pieter Voltelyn Graham van der Byl, Van der Byl nait et grandit au Cap et sert au Moyen-Orient et en Europe durant la Seconde Guerre mondiale. 
Après avoir effectué une formation internationale de haut niveau, il s'installe en 1950 dans la colonie britannique autonome de Rhodésie du Sud pour gérer des fermes familiales. Il se lance en politique au début des années 1960, s'implique dans divers organismes de commerce agricole et devient ministre responsable de la propagande. En 1965, il s'oppose à la Déclaration unilatérale d'indépendance de la Rhodésie et supervise l'introduction de la censure de la presse. Bien qu'il n'a pas réussi à convaincre la communauté internationale de reconnaître l'État de Rhodésie, il était populaire parmi les membres de son parti.
Il entre au cabinet en 1968 et devient porte-parole du gouvernement rhodésien. Il se forge rapidement une image de partisan inconditionnel du maintien de la minorité blanche au pouvoir. En 1974, il est nommé ministre des Affaires étrangères et de la Défense. L'Afrique du sud était à cette époque le seul allié militaire et économique de la Rhodésie. Ses opinions extrêmes et son attitude brutale, voire raciste font de lui un choix assez surprenant pour un diplomate (un article paru en novembre 1976 dans le Times le décrit comme « un homme offensant »). Après avoir injurié le gouvernement sud-africain, Van der Byl est renvoyé du ministère de la Défense.
À la fin des années 1970, Van der Byl appuie les négociations du gouvernement Smith avec les dirigeants nationalistes noirs modérés et rejette les tentatives de la communauté internationale de négocier un accord. Il participe au gouvernement de consensus établi après un accord passé avec les leaders noirs. 
Après la reconstitution du pays sous le nom de Zimbabwe en 1980, Van der Byl continue la politique et demeure un ami proche de Ian Smith. Durant cette période, il attaque sévèrement ses anciens collègues du Front rhodésien qui soutiennent Robert Mugabe. 
Il prend sa retraite et s'installe en Afrique du Sud après l'abolition des sièges parlementaires réservés aux Blancs par le gouvernement Mugabe, en 1987. 
Il meurt en 1999 à l'âge de 76 ans,.